# Бейт-Керем
Долина Бейт-Керем (ивр. בקעת בית כרם‎, также «долина Шагур») — израильская долина, отделяющая Верхнюю Галилею от Нижней Галилеи. Происхождение её названия связано с многочисленными оливковыми рощами, которые её украшают.

## География и границы
Долина Бейт-Керем — самая северная из долин Нижней Галилеи. На севере она граничит с Верхней Галилеей — склоном Цурим, горой Халуц, горой Шазор и склонами горы Хари, а на юге лежат горы Гилон, гора Карми, Гиват-Кармиэль, гора Камон, гора Хоза и гора Хазон, которые относятся к горному массиву Шагур. На западе она граничит с горой Гамель, а на востоке находится долина Ханания, которая на самом деле является продолжением долины Бейт-Керем.
Маршрут долины в основном определяется склонами Цорим. Его склоны поднимаются к западу от Шагура и Нахфа, где дороги уходят на север, в Верхнюю Галилею . Река Шагур и река Шазор стекают к югу от него, в сторону реки Хилазон, а река Цальмон проходит по долине Ханания, восточной ветви долины.
Рядом с деревней Мажд-эль-Курум долина Бейт-Керем примыкает к долине Магад, которая находится к югу от неё, между горами Карми и горами Гилон. Плохой дренаж долины Магед влияет на долину Бейт-Керем, западная часть которой зимой становится илистой.
Район Шагур / Бейт-Керем вместе с долиной Сахнин и хребтом Ятбат на юге топографически образуют северную половину центральной Нижней Галилеи, называемой Лев-ха-Галиль, в которой расположен город Кармиэль (расположенный в долине и на реке Шагур) — крупнейший и центральный город, иногда эта местность граничит с регионом Западной Галилеи.

## Климат и вода
В долине Бейт-Керем средиземноморский климат. Долина представляет собой климатическую переходную зону между Нижней Галилеей и Верхней Галилеей и климат меняется с переходом на восток. Среднее количество осадков составляет 650—850 мм в год, что иногда вызывает наводнения в западной части из-за проблем с дренажем.
Климат в долине подходит для выращивания оливковых деревьев, а полевые культуры можно найти только возле Мажд-эль-Курума.
В долине имеется семь источников, три из которых расположены вокруг деревни Раме. Источники маловодны, поэтому приходится завозить воду извне.

## Загрязнение реки Шагур
Река Шагур, которая впадает в долине в реку Хилазон, в последние годы постоянно загрязняется в результате сточных вод, вытекающих из деревень Дейр-аль-Асад, Бина и Мажд-эль-Хурум. С 1995 года сточные воды вытекают на открытую территорию и оттуда сбрасываются в ручей. Поток сточных вод превращает ручей в санитарную опасность. Это также представляет опасность для окружающей среды, поскольку сточные воды просачиваются в землю и загрязняют водоносный горизонт. Загрязнение также не позволяет путешественникам гулять по каньону реки Шагур, который является одним из самых красивых природных заповедников в Галилее.

## История

### Стратегическое значение долины
Долина представляет собой кратчайший путь между Средиземным морем и долиной реки Иордан и поэтому, вероятно, служила восточной ветвью древнего морского пути. Из-за трудностей переправы на западе долины, из-за каньона реки Шагур и грязной почвы зимой, были периоды, когда дорога проходила по северу долины.
Во времена Второго Храма предпочтительным маршрутом был путь к югу от долины Бейт-Керем, через Шфарам, Ципори и оттуда в долину Ханания. Об этом можно судить по остаткам поселений этого периода, сосредоточенных в долине Ханания, а не в долине Бейт-Керем.
Значение долины снова возросло в период крестоносцев, с ростом значения Акко и Цфата и превращением последнего в важный монастырь крестоносцев. От этого периода сохранилась церковь в Дейр-аль-Асаде.
С периода мамлюков и до конца османского владычества маршрут, проходящий через долину Бейт-Керем, конкурировал с маршрутом Акко-Шафрам-Ципори-Назарет.
В конце 1920-х годов в результате дренажных и подготовительных работ долина стала круглогодично проходимой зоной, а в 1930-е годы в ней проложили современную дорогу.

### Поселения в долине

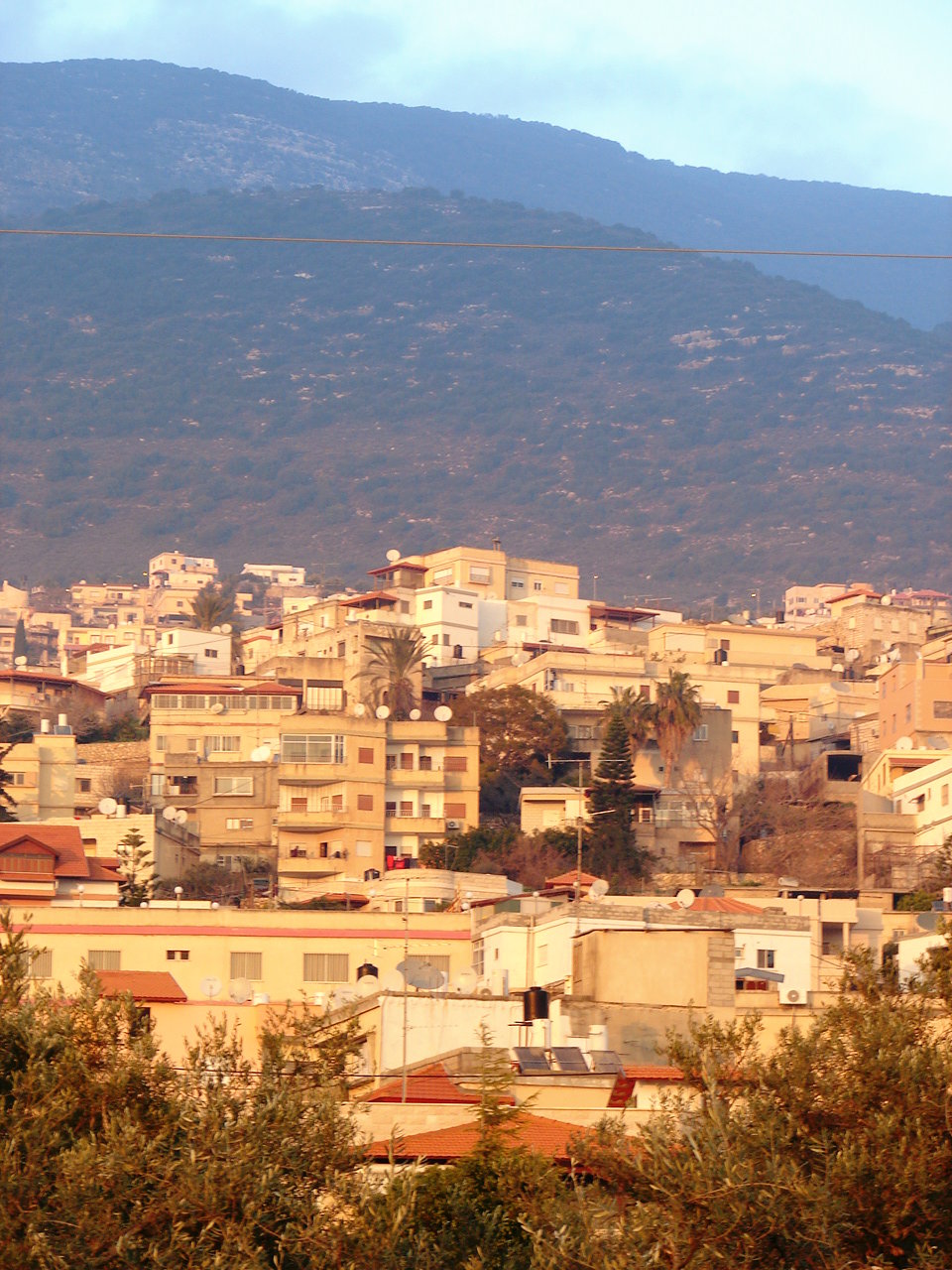
Рама

В период Первого Храма в долине было несколько поселений, в том числе Рама (Рамат-Нафтали) и Бейт-Керем. Невозможно определить точное местоположение поселений этого периода, за исключением Рамы, которую отождествляют с Хирбат-Джолом, недалеко от Рамы.
В этом районе находится множество остатков поселений от эллинистического периода до периода крестоносцев, сосредоточенных в основном на окраине долины Ханания и на холмах к югу от долины Бейт-Керем. Большая часть останков найдена в районе Кармиэля, что указывает на возможность существования там промышленного центра.
Христианские останки византийского периода на Земле Израиля свидетельствуют о значительном поселении в долине в этот период, среди других в Нахфе, Дейр-аль-Асаде, Мажд-эль-Хуруме и Раме. Похоже, что это поселение сильно пострадало с окончанием византийского правления в Израиле, и долина пострадала от запустения. После того, как последние крестоносцы были изгнаны из страны мусульманами в 1291 году, поселения на севере долины, такие как Мажд-эль-Хурум и Дейр-аль-Асад, располагавшиеся недалеко от начала дороги, были разрушены.
В XI веке, по их традиции, в Галилее началось расселение друзов . Другие источники утверждают, что друзы начали селиться в долине в XIII веке. В более поздние периоды произошли две значительные волны заселения: в XVI веке и начале XVIII века. В записях губернатора Цфата от 1732 года говорится, что большинство жителей долины в то время были друзами. Во время правления Захира аль-Умара в 1840-х годах друзы были лишены своих деревень, и единственные друзские поселения, оставшиеся сегодня в долине, — это Саджур, Айн-аль-Асад и деревня Рама, четверть жителей которой составляют друзы.

## Долина сегодня
Благодаря своему географическому положению, долина Бейт-Керем и сегодня используется как основная транспортная артерия, и через неё проходит дорога 85, от Акко до Цфата. Также от него с севера идет дорога вверх в район Мигдаль-Тефен, а на юге ещё одна дорога тянется в сторону Мисгав.
К арабским деревням, расположенным в долине, Мажд-эль-Хурум, Дейр-аль-Асад, Бина, Нахф, Саджур и Раме, в 1964 году присоединился Кармиэль, названный в честь долины, который стал её центральным городом. Со временем к востоку от города, к западу от мошава Шазор, была построена крупная промышленная зона, обеспечивающая занятость жителей района. Кроме того, в 1970-х и 1980-х годах вокруг долины были возведены поселения для укрепления тамошних еврейских поселений, такие как Камон, Гилон и Лавон.